# David Finkelhor
David Finkelhor ist ein US-amerikanischer Sozialwissenschaftler, der in erster Linie durch seine Forschung auf dem Feld von sexuellem Missbrauch von Kindern bekannt geworden ist. Er ist Soziologie-Professor an der University of New Hampshire und Co-Direktor des Familienforschungs-Labors an der gleichen Universität.

## Karriere
Nach seinem Abschluss an der Phillips Exeter Academy 1964 studierte Finkelhor in Harvard und Paris. Seinen Ph.D. in Soziologie legte er 1978 an der Universität New Hampshire ab.

## Werk
Finkelhor hat sich seit 1977 intensiv mit Problemen auseinandergesetzt, die mit Missbrauch an Kindern, aber auch mit anderen Formen der Gewalt und Misshandlung zu tun haben. Er führte beispielsweise als Argument gegen sexuelle Handlungen an Kindern die Unterscheidung zwischen „simple consent“ und informed consent ein. Damit bezeichnet er die entwicklungspsychologische Unfähigkeit von Kindern, aufgeklärt in sexuelle Handlungen einzuwilligen und damit gleichberechtigte Sexualpartner zu sein. Neben moralischen Argumenten und dem Nachweis von Schädigungen bringt er damit einen zwingenden Grund für das Verbot von sexuellen Handlungen zwischen Erwachsenen und Kindern vor. International bekannt geworden ist vor allem sein Sourcebook On Child Sexual Abuse von 1986, in dem er eine erste große Übersichtsforschung über die bis dahin vorliegenden Untersuchungen vorlegte. Darin stellte er dar, dass entgegen landläufigen Meinungen die meisten Studien belegen, dass sexueller Missbrauch in erster Linie im sozialen Nahfeld und in großem Ausmaß vorkommt: Bei großen Schwankungen gehen die Studien davon aus, dass im Schnitt jede vierte Frau und jeder siebte Mann in der Kindheit viktimisiert wurden. Zudem stellt Finkelhor Ergebnisse vor, die belegen, welche drastischen – vor allem psychischen – Schädigungen auf Missbrauch zurückzuführen sind. Er hat erklärt, dass er seine Forschungen fortsetzen will, bis er „eindeutig und überzeugend nachweisen kann, dass das Problem [des sexuellen Kindesmissbrauchs] weit verbreitet ist“.
Als Forscher bezieht Finkelhor auch politisch Stellung und liefert immer wieder Argumente für die Politik beziehungsweise Gesetzgebung, um Gewalt gegen Kinder und Jugendliche abzubauen.

## Kritik
1988 schloss Finkelhor seine Untersuchungen zum sexuellen Missbrauch von Kindern in Tagesstätten der USA ab, die als Reaktion auf die verbreitete Angst vor satanischem rituellem Missbrauch erfolgte und gab ein Buch zusammen mit Linda M. Williams heraus. Mary de Young, eine Soziologin, die über die Missbrauchsvorwürfe an der McMartin-Vorschule geschrieben hatte, kritisierte die Arbeit wegen des Mangels an überprüfbaren Beweisen und wegen falscher Schlussfolgerungen.:101–106

## Auszeichnungen
Finkelhor wurde unter anderem vom National Institute of Mental Health, dem National Center on Child Abuse and Neglect sowie dem Justizministerium der Vereinigten Staaten ausgezeichnet. 1994 erhielt er den Distinguished Child Abuse Professional Award der American Professional Society on the Abuse of Children. 2004 wurde er mit dem Significant Achievement Award der Association for the Treatment of Sexual Abusers ausgezeichnet, 2005 erhielt er mit seinen Kollegen den Child Maltreatment Article of the Year award. 2007 wurde er zum Mitglied der American Society of Criminology ernannt.
Nach Kenneth Plummer ist er „vermutlich der prominenteste Soziologe, der auf dem Gebiet des sexuellen Mißbrauchs arbeitet“.

## Schriften (Auswahl)
- David Finkelhor: Sexually Victimized Children. Simon & Schuster, 2010, ISBN 978-1-4391-1903-7 (englisch, eingeschränkte Vorschau in der Google-Buchsuche – Erstausgabe: Free Press, 1979).
- David Finkelhor: What’s wrong with sex between adults and children? Ethics and the problem of sexual abuse. In: American Journal of Orthopsychiatry, 49, 1979, S. 692–697.
- David Finkelhor et al. (Hrsg.): A Sourcebook On Child Sexual Abuse. Sage, Newbury Park 1986, ISBN 0-8039-2748-7.
- David Finkelhor: Zur internationalen Epidemiologie von sexuellem Missbrauch an Kindern. In: G. Amann, R. Wipplinger (Hrsg.): Sexueller Missbrauch – Überblick zu Forschung, Beratung und Theorie. dgvt-Verlag, Tübingen 1997.
- Lisa M. Jones, David Finkelhor, Stephanie Halter: Child Maltreatment Trends in the 1990s: Why Does Neglect Differ From Sexual and Physical Abuse? In: Child Maltreatment, Band 11, Nr. 2, 2006, S. 107–120.